# Ли Джуын
Ли Джуын (кор. 이주은, англ. Lee Ju-eun, род. 7 июня 1995 года) — южнокорейская певица и актриса. Является вокалисткой гёрл-группы DIA.

## Ранняя жизнь и образование
Ли Джуын родилась 7 июня 1995 года в Сувоне, провинция Кёнгидо, Южная Корея. Она училась в корейском Назаретском университете, где специализировалась на практической музыке.

## Карьера

### Пре-дебют: K-pop Star 2
В 2012 году Ли появилась в K-pop Star 2 в качестве конкурсанта. Она является бывшим стажёром Polaris Entertainment, где она тренировалась с участницами LOONA, прежде чем присоединиться к MBK Entertainment.

### 2017: Дебют и сольные выступления
В апреле 2017 года MBK Entertainment объявили о своих планах добавить 2 новых участниц, Джуын и Соми, в состав Dia. DIA в конечном итоге стала группой из 9 участниц. Оба являются сильными вокалистками, что помогло укрепить вокальную линию группы. Ли официально дебютировала в качестве участницы со вторым студийным альбомом группы YOLO.
В 2018 году Ли была показана в фильме UNB «Black Heart» в качестве бэк-танцора.

### 2018: Актёрский дебют
Ли дебютировала в дораме KBS «Время, оставшееся между нами» в роли Пак Се Хи.
Ли сыграла роль второго плана в молодежной романтической дораме от Netflix «My First First Love» в роли подруги Чэён.

### 2019: V-1
В сентябре 2019 года Ли приняла участие в шоу программы на выживание V-1, чтобы выбрать вокальную королеву среди различных участниц женской группы, где только 12 лучших участниц женской группы по количеству голосов смогли продвинуться и выступить в шоу. Она заняла десятое место.

### 2020-настоящее время: Написание текстов песен
На протяжении всей своей карьеры, помимо вокала в песнях DIA, она занималась написанием текстов. Она написала текст песни «To You (네게 로 (路))».

## Фильмография

### Телесериалы
| Год  | Название                 | Роль      | Канал   | Записи              |
| ---- | ------------------------ | --------- | ------- | ------------------- |
| 2018 | The Time Left Between Us | Пак Се-Хи | KBS2    | Второстепенная роль |
| 2019 | My First First Love      | Ли Джуын  | Netflix | Второстепенная роль |

### Телевизионные шоу
| Год  | Название     | Канал | Роль      |
| ---- | ------------ | ----- | --------- |
| 2012 | K-pop Star 2 | SBS   | Конкурент |
| 2019 | V-1          | tvN   | Конкурент |